# Solenne de Chartres
Solenne (parfois écrit Solène ou Solen ; ou Solemnis en latin et en anglais), était évêque de Chartres lors du règne du roi franc Clovis Ier. Consideré à titre posthume comme saint chrétien, il apparaît dans les Acta Sanctorum (Volume VII, 57) du 25 septembre.

## Hagiographie

### Biographie
Solenne est élu évêque de Chartres en 483[réf. souhaitée], mais décide de se retirer en ermitage, pour se cacher et échapper à l'épiscopat dont il se sentait indigne. Il nomme alors son frère Aventin II, archidiacre de l'Église de Chartres, à sa place. Néanmoins, face au mécontentement des Chartrains jugeant cette fuite, il revient en se séparant d'une partie de l'évêché de Chartres pour créer celui de Châteaudun et faire de son frère son premier évêque,.

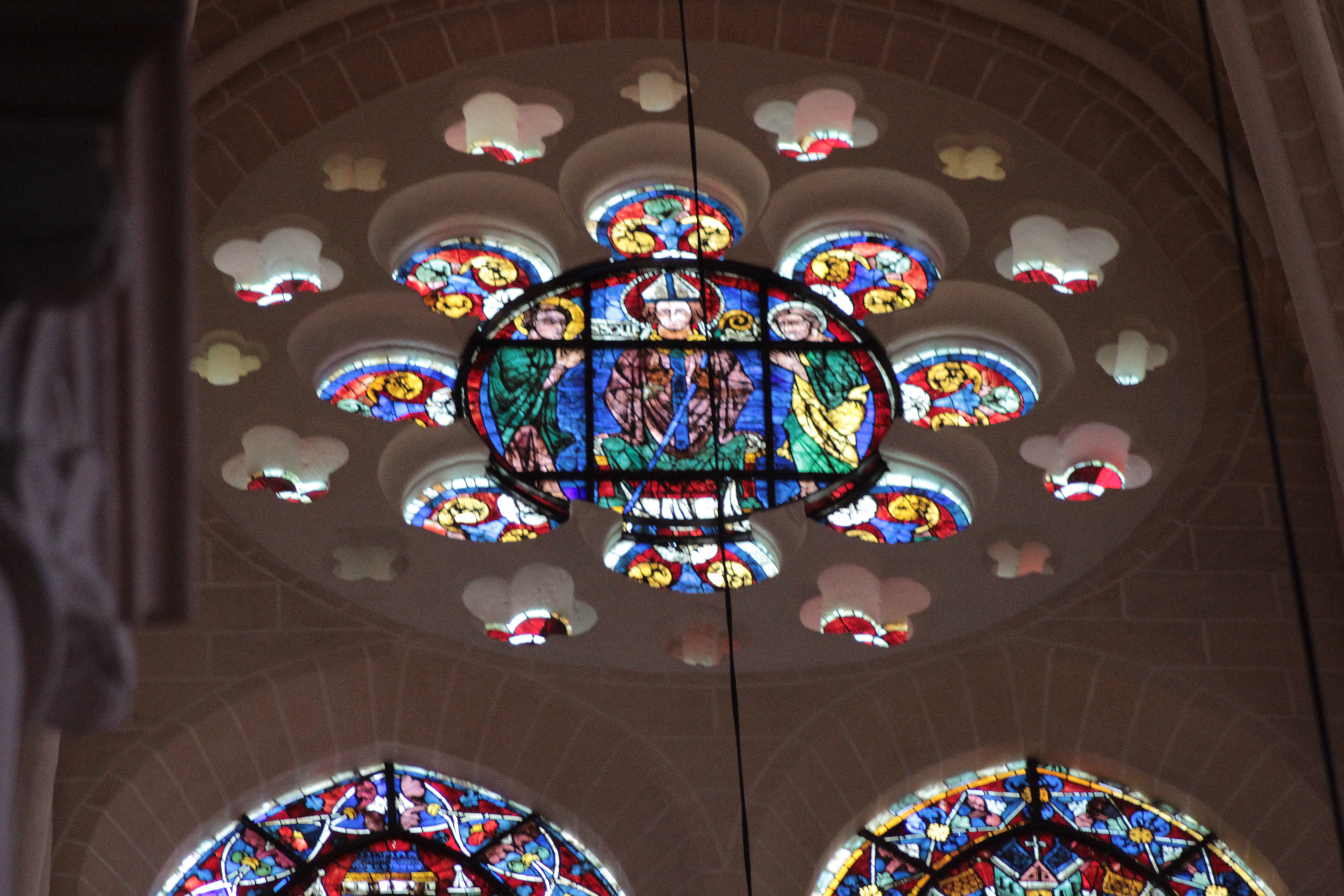
Solenne, cathédrale Notre-Dame de Chartres (baie no 138).

Avec ses homologues Saint Vedast d'Arras et Saint Remi de Reims, Saint Solenne fait partie des hauts dignitaires religieux à avoir contribué à la conversion de Clovis Ier au christianisme, de qui il est très proche et un conseiller très écouté. Solenne assista à son baptême avec saint Rémi et saint Vaast. Il assiste ensuite Remi au baptême de Clovis en 499 et devient catéchiste du roi en personne.
Il décède vers 508, en 511 ou bien vers 533,[source insuffisante] dans son monastère à Maillé (actuelle commune de Luynes, en Indre-et-Loire).

### Miracles

#### L'immobilisation de ses reliques
Lorsque son frère Aventin lui succède en tant qu'évêque de Chartres, ce dernier aurait demandé le transfert du corps de Solenne vers sa ville d'origine, à Chartres. Après avoir obtenu l'accord de l'évêque de Tours, le convoi de rapatriement funéraire longea la Loire jusqu'à Blois où ils trouvèrent asile au sein de l'église Saint-Pierre. Le lendemain, il aurait été impossible aux fidèles de porter le tombeau, et Solenne serait apparu auprès de son frère pour lui demander d'être inhumé dans l'église blésoise.
De ce récit vraisemblablement légendaire, seul le fait du déplacement des reliques de Maillé vers Blois semble véridique.

### Vénération et reliques
Saint Solenne est fêté le 25 septembre.
À sa mort, le corps de Solenne fut inhumé au sein du monastère de Maillé,, mais son tombeau a ensuite été déplacé à Blois vers l'an 980 sous l'impulsion de la comtesse Liutgarde de Vermandois, veuve du comte Thibaud Ier de Blois, ainsi que leurs fils, le comte Eudes et l'archevêque Hugues de Bourges,.

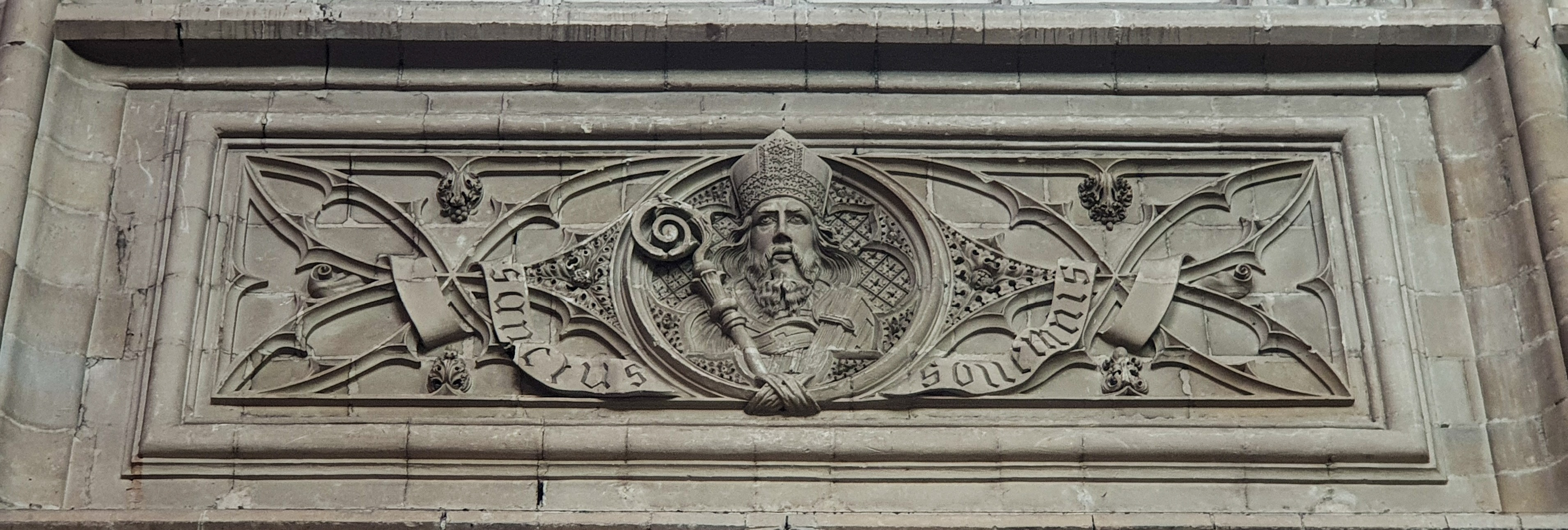
Bas-relief de Saint Solenne, à la cathédrale de Blois.

Bien que les reliques ont été détruites en 1568 par les Huguenots (dans un contexte de guerres de Religion), la crypte lui étant dédiée existe toujours au sein de l'actuelle cathédrale Saint-Louis de Blois.

## Toponymie et vocables
De la translation des reliques vers 980 à l'émancipation du diocèse de Blois en 1697, la cathédrale Saint-Louis de Blois a porté le nom d'église Saint-Solenne. Depuis, seules la première chapelle littérale à gauche et la crypte lui sont dédiées.

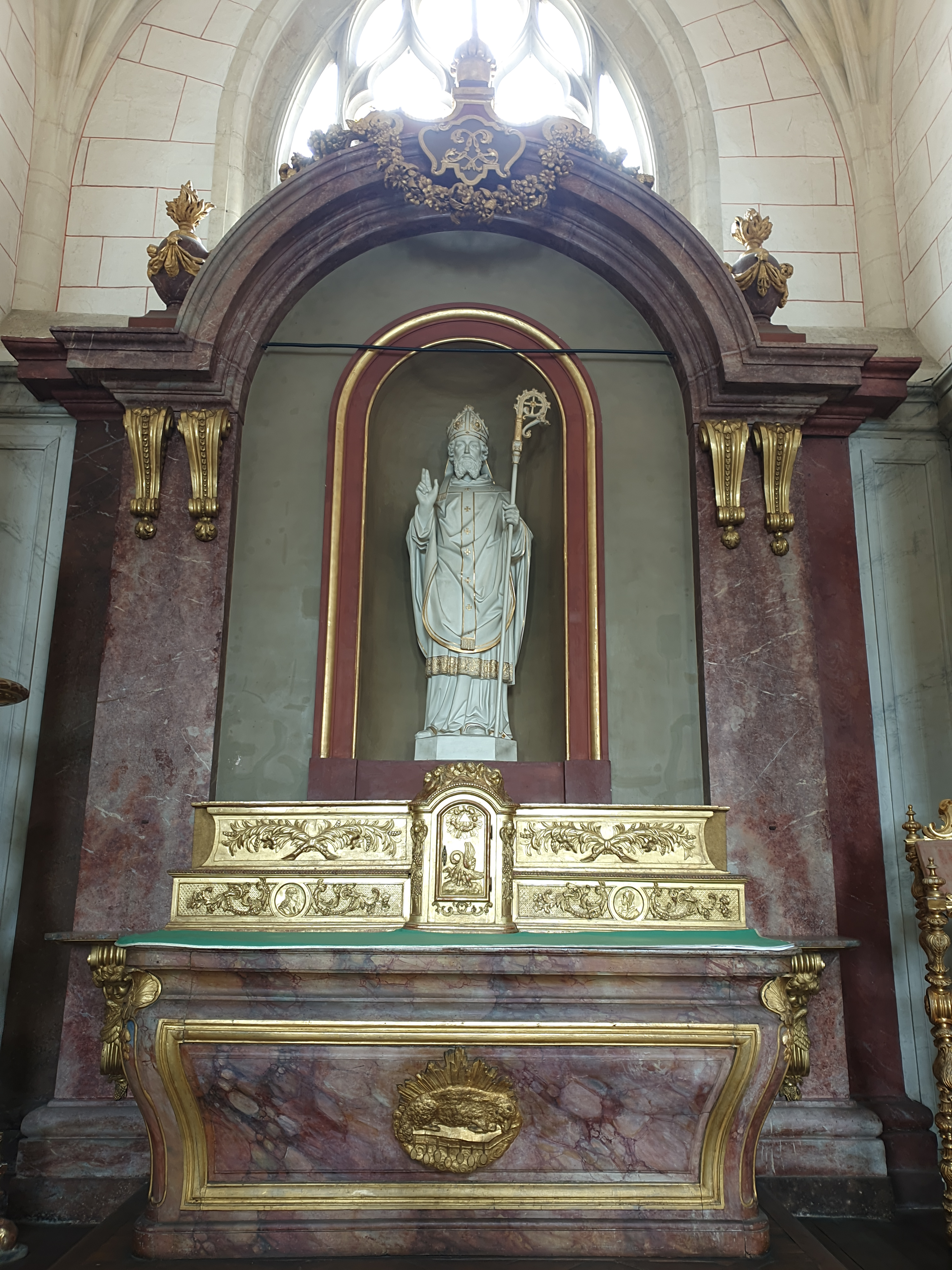
Actuelle chapelle Saint-Solenne de la cathédrale de Blois.